# Артистичне плавання на літніх Олімпійських іграх 2024
Змагання з артистичного плавання на літніх Олімпійських іграх 2024 відбулись з 5 по 10 серпня 2024 року в Паризькому водному центрі. У порівнянні з попередніми іграми кількість спортсменів-учасників зменшилися з 104 до 96. До програми змагань входять дві дисципліни: змагання дуетів та груп.
У програмі артистичного плавання було внесено кілька важливих змін, щоб посилити гендерну рівність і збільшити різноманітність між націями у кваліфікаційному процесі. 7 жовтня 2022 року Всесвітня організація водних видів спорту підтримала внесення змін до правил спортивного плавання між 2022 і 2025 роками, зокрема щодо складу команд: вісім учасників, серед яких може бути два чоловіка.

## Кваліфікація
У групових командних змаганнях будуть брати участь 10 країн. По одній ліцензії отримають представники усіх п'яти континентів. Ці ліцензії будуть розіграні на відповідних континентальних змаганнях, за винятком Європи, оскільки цю ліцензію отримає країна-господарка, Франція. Ще п'ять ліцензій буде розподілено за підсумками чемпіонату світу 2024 року. Країни, що кваліфікувалися у змаганнях груп, можуть бути представлені двома спортсменами у змаганнях дуетів. Решта мість також будуть розіграні за підсумками кваліфікаційних континентальних змаганнь та чемпіонату світу 2024 року.

## Країни-учасники
- Австралія  (8)
- Австрія  (2)
- Канада  (8)
- Китай  (8)
- Єгипет  (8)
- Франція  (8)
- Велика Британія  (2)
- Греція  (2)
- Італія  (8)
- Ізраїль  (2)
- Японія  (8)
- Південна Корея  (2)
- Мексика  (8)
- Нідерланди  (2)
- Нова Зеландія  (2)
- Іспанія  (8)
- Україна  (2)
- США  (8)

## Розклад змагань
Всюди вказано Центральноєвропейський літній час (UTC+2)
| День    | Дата                     | Початок | Закінчення | Замагання | Дисципліна        |
| ------- | ------------------------ | ------- | ---------- | --------- | ----------------- |
| День 10 | Понеділок, 5 серпня 2024 | 19:30   | 21:00      | Групи     | Технічна програма |
| День 11 | Вівторок, 6 серпня 2024  | 19:30   | 21:00      | Групи     | Довільна програма |
| День 12 | Середа, 7 серпня 2024    | 19:30   | 21:15      | Групи     | Акробатика        |
| День 14 | П'ятниця, 9 серпня 2024  | 19:30   | 21:30      | Дуети     | Технічна програма |
| День 15 | Субота, 10 серпня 2024   | 19:30   | 22:00      | Дуети     | Довільна програма |

## Медалі

### Медальний залік
*   Країна-господарка (Франція)
| Місце               | НОК                 | Золото | Срібло | Бронза | Загалом |
| ------------------- | ------------------- | ------ | ------ | ------ | ------- |
| 1                   | Китай               | 2      | 0      | 0      | 2       |
| 2                   | Велика Британія     | 0      | 1      | 0      | 1       |
| 2                   | США                 | 0      | 1      | 0      | 1       |
| 4                   | Іспанія             | 0      | 0      | 1      | 1       |
| 4                   | Нідерланди          | 0      | 0      | 1      | 1       |
| Загалом (5 збірних) | Загалом (5 збірних) | 2      | 2      | 2      | 6       |

### Медалісти
| Дисципліна | Золото                                                                                             | Срібло | Бронза |
| ---------- | -------------------------------------------------------------------------------------------------- | --- | --- |
| Дуети      | Китай (CHN) Ван Люї Ван Цяньї                                                                      | Велика Британія (GBR) Кейт Шортман Ізабелл Торп                                                                                 | Нідерланди (NED) Брег'є де Брауер Нортьє де Брауер                                                                                               |
| Групи      | Китай (CHN) Чан Хао Чен Веньтао Фен Юй Ван Циюе Ван Люї Ван Цяньї Сян Біньсюань Сяо Яньнін Чжан Яї | США (USA) Аніта Альварес Джеймі Чарковскі Мегумі Філд Кіана Гантер Одрі Квон Каліста Лю Жаклін Луу Даніелла Рамірез Рубі Рематі | Іспанія (ESP) Челль Ферре Маріна Гарсія Поло Лілу Льюїс Велетте Мерічель Мас Аліса Ожогіна Паула Рамірес Сара Сальданья Іріс Тіо Бланка Толедано |